# Csukás-hegység
A Csukás-hegység (románul Munții Ciucaș) a Kárpátkanyar egyik legmagasabb hegysége Romániában, Erdély délkeleti szélén, Brassó és Prahova megye határán. Legmagasabb pontja a Csukás-csúcs (1954 m). Szomszédos hegységek északon a Bodzafordulói-hegyek, keleten a Bodzai-havasok (Szilon-havas), délen az Előkárpátok, délnyugaton a Grohotisz- és a Baj-hegység, nyugaton a Nagykőhavas. A Csukás déli lábánál található a Cheia üdülőtelep.

## Földrajza
A Csukás-hegységet elég nagy, 500-1000 méteres relatív magasságok jellemzik, ezért első látásra sokkal magasabbnak tűnik, főleg télen, mikor a hegycsúcsokat hó fedi. A hegység két részre osztható. A nyugati és a keleti rész minden szempontból hasonlít egymáshoz. A nyugati rész, ahol a hegység legmagasabb pontja is található, valamivel magasabb a keletinél.

### Éghajlata
A Csukás-hegység éghajlata főleg középhegységi jellegű, a csúcsokon magashegyi. A hasonló magasságú hegyekhez képest valamivel melegebb, amelyet a szubalpin növényzet kis kiterjedése is bizonyít. A hegycsúcsokon az évi átlaghőmérséklet 1-2 °C, a legalacsonyabb januárban -8–-9 °C, a legmagasabb júliusban 10-12 °C. Az év első napja, amikor az átlaghőmérséklet eléri, vagy meghaladja a 0 °C-ot, április 1. körül van.
Az évi átlagos csapadékmennyiség 1200 mm a hegyek lábainál és 1300–1350 mm a csúcsokon. A csapadékos napok száma egy évben 160-180 nap, a legcsapadékosabb május-július között. Nagyobb felhőszakadások idején a csapadék mennyisége elérheti az 50–100 mm-t. A legkevesebb csapadék nyár végén és ősz elején hull. A hótakaró általában októbertől május közepéig tart. Januárban és februárban a csúcsokon gyakoriak a hóviharok, amelyeket nagy hőmérséklet-csökkenés követ.

## Egykori leírása

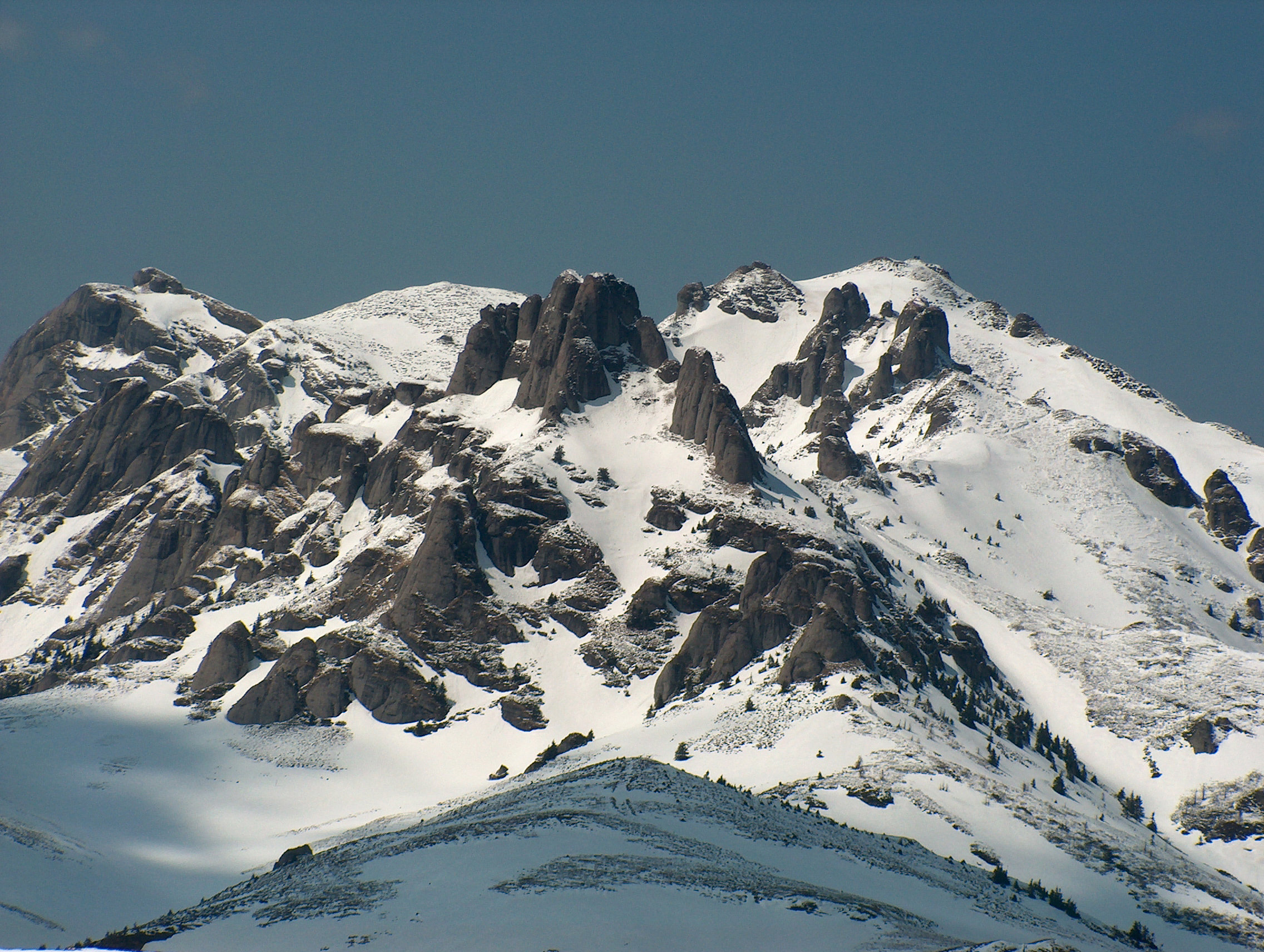
A Csukás-csúcs 2005 áprilisában

A Csukás-hegység rengeteg elragadó sziklaképződmény otthona, egy valódi mesevilág, melyről már Orbán Balázs is így írt: "déli és keleti Kárpátaink e legszebb sziklahavasa, melynek 6150 lábig felmagasuló jegeczkristályszerű sziklaszálai, valójában tüneményszerűen szépek és megragadók, ugy hogy a legmerészebb várakozást is messze túlszárnyalják; óriási csompói most mint roppant orgonasípok, majd mint özönelőtti állatok ijedelmes kövületei merednek ég felé, oly roppant változékonyságban, hogy a szem káprázik megpillantásuknál, s oly megszámlálhatlan mennyiségben, hogy azokat számba venni, azokat osztályozni képtelen a korlátolt emberi elme. Lesz majd alkalmunk ezen a távolból is oly megdöbbentőleg nagyszerű havast közelebbről is vizsgálni, most csak általános jellegzésére azt hozom fel, hogy ha van hazánknak havasa, a mely a világhirű Detonátával párhuzamba állitható: az bizonynyal a Csukás, mely alakszépsége mellette bizton megállhat; de a mely nagyszerűség és magasság tekintetében amazt sokkal felülmulja."

## Csúcsok
- Csukás-hegy (Ciucaș, 1954 m)
- Gropșoare (1883 m)

A Csukás-hegység (3D animáció)

- Zákányos-csúcs (Culmea Zaganu, 1817 m)
- Bratocea (1722 m)